# Cazorla
Cazorla ist ein kleines Bergstädtchen und eine aus dem Hauptort sowie mehreren Weilern (pedanías) und Einzelgehöften bestehende Gemeinde (municipio) mit insgesamt 7.012 Einwohnern (Stand: 2024) im Süden der Provinz Jaén in der autonomen Region Andalusien. Der Ort ist als Conjunto histórico-artístico anerkannt.

## Lage
Cazorla liegt am westlichen Rand des Naturparks Sierras de Cazorla, Segura y Las Villas in einer Höhe von ca. 750 bis 850 m. Die Entfernung zur Provinzhauptstadt Jaén beträgt ca. 133 km (Fahrtstrecke) in westlicher Richtung; die Stadt Granada ist knapp 200 km in südwestlicher Richtung entfernt. Der ebenfalls sehenswerte Nachbarort La Iruela ist nur ca. 3 km in nordöstlicher Richtung entfernt. Durch das Gemeindegebiet fließt der Guadalquivir. Das Klima im Winter ist gemäßigt, im Sommer dagegen warm bis heiß; die geringen Niederschlagsmengen (ca. 450 mm/Jahr) fallen – mit Ausnahme der nahezu regenlosen Sommermonate – verteilt übers ganze Jahr.

## Bevölkerungsentwicklung
| Jahr      | 1857  | 1900  | 1950   | 2000  | 2020  |
| Einwohner | 5.970 | 7.921 | 13.127 | 8.114 | 7.239 |

Der deutliche Bevölkerungsrückgang in der zweiten Hälfte des 20. Jahrhunderts ist im Wesentlichen auf die Mechanisierung der Landwirtschaft und den damit einhergehenden Verlust an Arbeitsplätzen zurückzuführen.

## Wirtschaft
Cazorla liegt im Osten der schier endlosen Olivenbaumplantagen der Provinz Jaén. Früher wurden auch Getreide, Weinreben etc. zur Selbstversorgung angepflanzt; Gemüse stammte aus den Hausgärten. Viehzucht (Schafe, Ziegen, Hühner) und Forstwirtschaft werden ebenfalls betrieben. Im Ort selbst haben sich Kleinhändler, Handwerker und Dienstleistungsbetriebe aller Art angesiedelt. Daneben gibt es mehrere Ferienhäuser (casas rurales).

## Geschichte
Auf dem Gemeindegebiet wurden jungsteinzeitliche Felsmalereien sowie andere neolithische und bronzezeitliche Kleinfunde entdeckt. Eine iberische Siedlung befand sich beim Weiler Molar. Kleinfunde aus römischer Zeit sind zahlreich; außerdem betrieben die Römer hier Erzbergbau. Die Westgoten und selbst die Mauren drangen wahrscheinlich nicht bis hierhin vor. Nach dem Ende des Kalifats von Córdoba (1031) wurde die abgelegene Gegend Bestandteil des Taifa-Königreichs von Jaén. Um das Jahr 1230 wurde das Gebiet von den Christen zurückerobert (reconquista) und zur militärischen Sicherung dem Santiago-Ritterorden übergeben. Um dieselbe Zeit erscheint die erste Erwähnung des Ortsnamens Castorla bei Rodrigo Jiménez de Rada. Mit dem Alhambra-Edikt (1492) der Katholischen Könige begann die Vertreibung der sephardischen Juden; in den Jahren um 1610 wurden die letzten Muslime (Morisken) ebenfalls ausgewiesen.

## Sehenswürdigkeiten

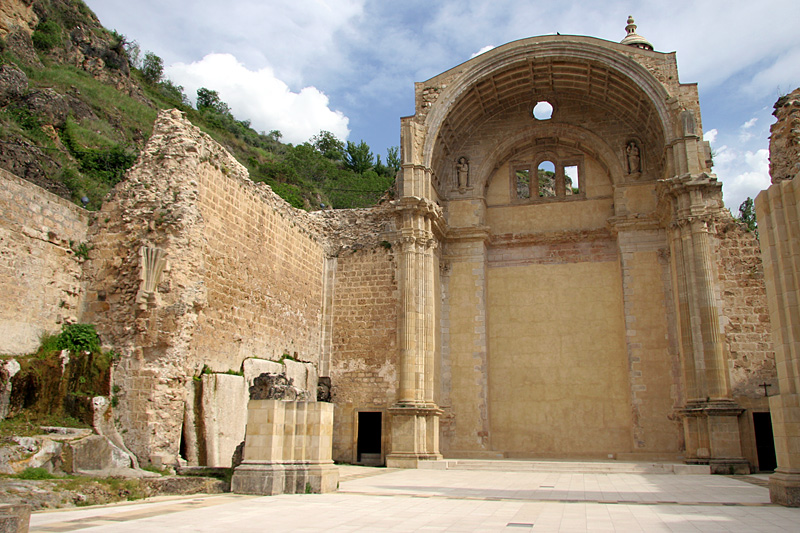
Iglesia de Santa María

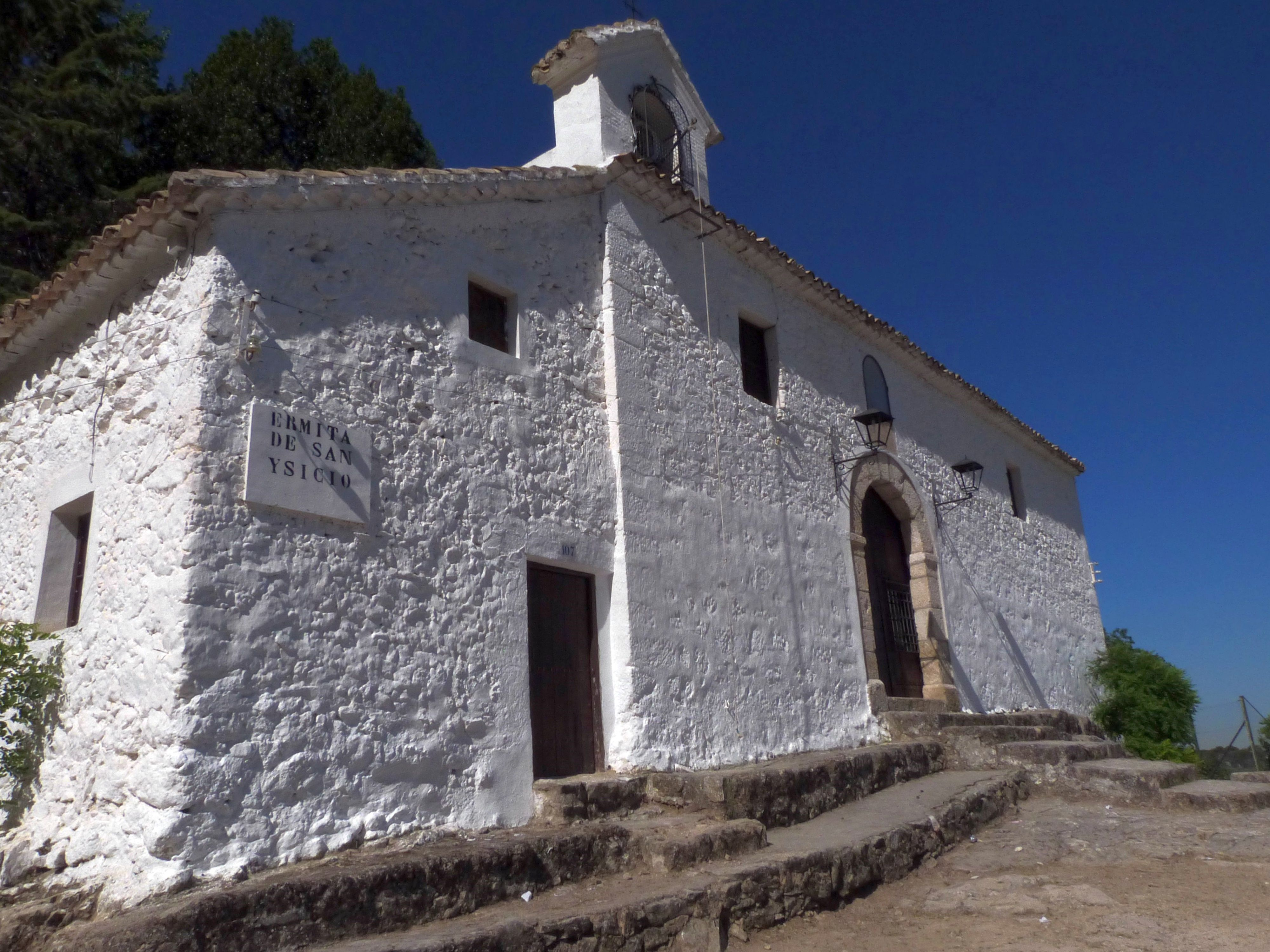
Ermita de San Isicio

- Das ursprünglich von den Mauren (= Berbern) erbaute, später jedoch von den Christen umgebaute Castillo de la Yedra überragt die Stadt. Der Bergfried (torre del homenaje) und große Teile der Mauern wurden Ende des 20. Jahrhunderts restauriert. Im Innern wurden Museen zur Stadtgeschichte und zur Volkskunde eingerichtet.[9][10]
- Das Ortszentrum mit seinen verwinkelten Gassen und kleinen Plätzen (Plaza de la Constitución, Plaza de Santa María) erinnert an das Mittelalter, auch wenn die meisten Häuser erst im 15./16. Jahrhundert entstanden sind.
- Die kettenbehangene Casa de las Cadenas war der Wohnsitz einer adligen Familie. Der Name ist bereits seit dem 16. Jahrhundert überliefert, doch entstand der heutige dreigeschossige Bau wahrscheinlich erst im 19. Jahrhundert.[11][12]
- Der Bau der Iglesia de Santa María wird der zweiten Hälfte des 16. Jahrhunderts zugeschrieben. Bei einem Felsrutsch wurden Teile des Gebäudes im Jahr 1694 zerstört. In ihrer Art nahezu einzigartig ist die rippengewölbte Kassettendecke über der Apsis.[13]

Umgebung
- Die an einem Berghang ca. 1 km außerhalb des Ortes gelegene Ermita de San Isicio ist dem hl. Hesychius von Cazorla geweiht, der im 1. Jahrhundert den Südosten der Iberischen Halbinsel missioniert haben soll.[14][15]
- Der Bergfried des ca. 5 km südöstlich gelegenen und dem 15. Jahrhundert zugeschriebenen Castillo de las Cinco Esquinas ist noch in Teilen erhalten.[16]

## Veranstaltungen
- Seit 1994 richtet Cazorla ein Internationales Bluesfest, das Festival Internacional de Blues Bluescazorla aus. Das Festival beginnt meist Ende Juli und ist in Spanien überaus bekannt. Anfangs mit bescheidenen Ausmaßen am Start, ist es heute mit mehr als 100 Bands überaus erfolgreich.
- Das jährliche Internationale Theaterfest in Cazorla (Festival Internacional de Teatro de Cazorla) findet seit 1996 statt. Jeden Herbst werden dort von namhaften sowie bekannten Theatergruppen berühmte spanische Werke im Teatro de la Merced sowie den wichtigsten Straßen aufgeführt.
- An Wochenenden und im Sommer wird Cazorla viel von spanischen Touristen besucht, für die der Ort aber vor allem Durchgangsstation für den nahegelegenen Naturpark ist. Vom 14.–21. September findet jährlich die Feria de Cazorla statt, tagsüber wird – in traditioneller Festkleidung – in den Häuschen, die in der Stadt aufgebaut werden, gefeiert; nachts gibt es Open-Air-Bälle und Stierkämpfe.

## Sport
Im Jahr 2024 fand im Rahmen der 8. Etappe eine Bergankunft der Vuelta a España in Cazorla statt. Der Schlussanstieg führte über die Carr. V de la Cabeza zur Ermita de la Virgen de la Cabeza, die sich auf einer Höhe von 1056 Metern befand. Die 4,8 Kilometer lange Auffahrt wies dabei eine durchschnittliche Steigung von 7,1 % auf, wobei Rampen von bis zu 20 % absolviert werden mussten. Im Ziel wurde eine Bergwertung der 3. Kategorie abgenommen. Der Slowene Primož Roglič gewann die Etappe.